# Amenthes Planum

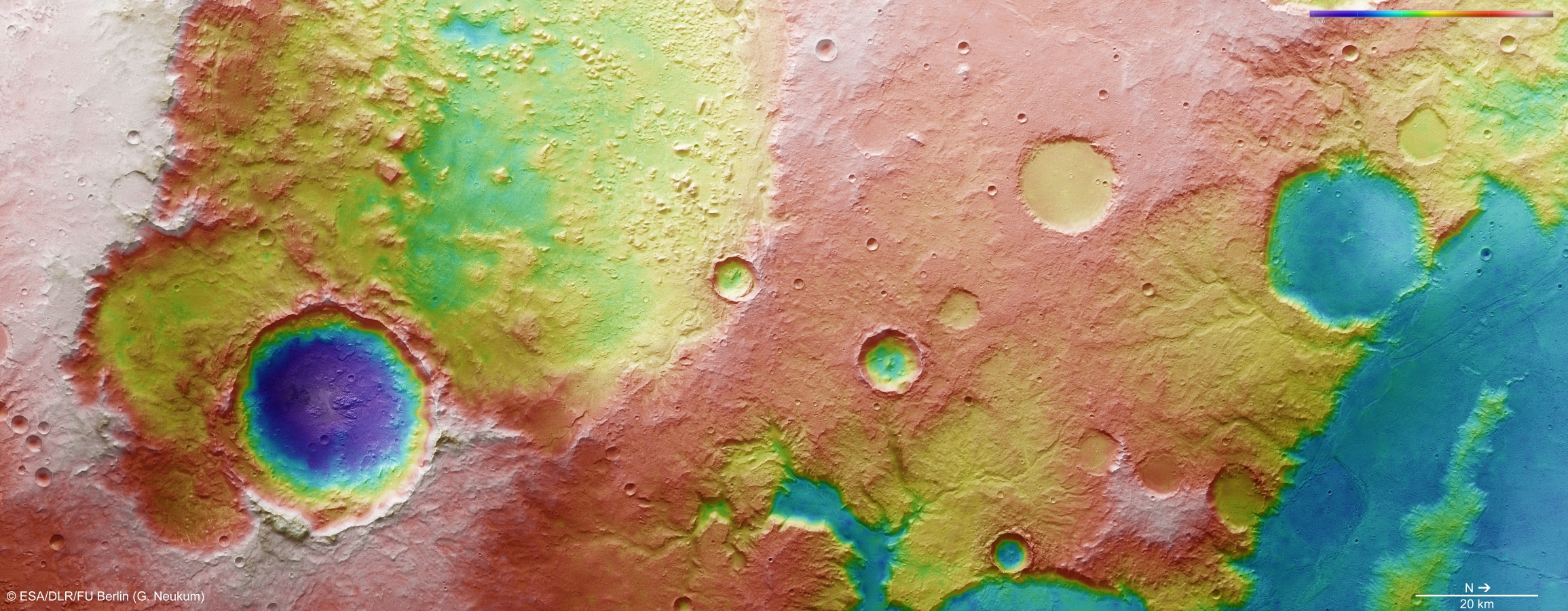
Amenthes planum sur une carte topographique

Amenthes Planum est une étendue plane élevée (planum) située dans l'hémisphère nord de la planète Mars.

## Localisation
Amenthes Planum se trouve dans l’hémisphère nord de la planète Mars à l’ouest de la Vallée Tinto.
Elle est âgée de 3,7 milliards d’années[réf. souhaitée].

## Géographie
Amenthes Planum dispose d’un cratère de plus de 100 km de large (que l’on peut voir sur l’image ci-contre, en bas à gauche), le cratère Palos. Elle aurait aussi abrité un lac, relié par un fleuve.